# Haplogrupo T (ADNmt)
El haplogrupo T es un haplogrupo mitocondrial humano típico de Eurasia Occidental.
Desciende del haplogrupo JT, sus marcadores genéticos son 709, 1888, 4917, 8697, 10463, 13368, 14905, 15607, 15928 y 16294 y tiene un probable origen en el Medio Oriente hace unos 27.000 años.

## Distribución
La más alta frecuencia está en la región del Caspio (Cáucaso, norte de Irán, Turkmenistán). Es importante en Europa (casi 10%), Medio Oriente, Asia Central, Pakistán y Norte de África. Menor frecuencia en el Cuerno de África, India y Siberia.

## Subclados
- T
  - T1 (12633A, 16163, 16189): Con las frecuencias más importantes en Europa y Egipto.
    - T1a
    - T1b

  - T2 (11812, 14233, (16296)): Ampliamente disperso desde Irlanda, Portugal, Marruecos, hasta la India, Kazajistán y pueblos túrquicos y mongoles de Siberia. Es mayoritario en samaritanos con 56%.[4]
    - T2a
    - T2b (o T2)
    - T2c o T3
    - T2d
    - T2e o T5
    - T2f
    - T2g

| Haplogrupos de ADN mitocondrial humano |                      |      |      |      |      |      |      |      |      |      |      |      |      |      |    |    |       |       |   |   |   |   |   |   |   |  |   |   |   |   |  |  |  |  |    |    |    |
|                                        | Eva mitocondrial (L) |      |      |      |      |      |      |      |      |      |      |      |      |      |    |    |       |       |   |   |   |   |   |   |   |  |   |   |   |   |  |  |  |  |    |    |    |
| L0                                     | L1–6                 | L1–6 | L1–6 | L1–6 | L1–6 | L1–6 | L1–6 | L1–6 | L1–6 | L1–6 | L1–6 | L1–6 | L1–6 | L1–6 |    |    |       |       |   |   |   |   |   |   |   |  |   |   |   |   |  |  |  |  |    |    |    |
| L0                                     | L1                   | L2   |      |      |      | L3   | L3   | L3   | L3   | L3   | L3   | L3   | L3   | L3   | L3 | L3 | L3    | L3    |   |   |   |   |   |   |   |  |   |   |   |   |  |  |  |  | L4 | L5 | L6 |
| L0                                     | L1                   | L2   | M    | M    | M    | M    | M    | M    | M    | N    | N    | N    | N    | N    | N  |    |       |       |   |   |   |   |   |   |   |  |   |   |   |   |  |  |  |  | L4 | L5 | L6 |
| L0                                     | L1                   | L2   | CZ   | CZ   | D    | E    | G    | Q    |      | A    | I    | O    | R    | R    | R  | R  | R     | R     | R | R | R | R | R | R | R |  | S | W | X | Y |  |  |  |  | L4 | L5 | L6 |
| L0                                     | L1                   | L2   | C    | Z    | D    | E    | G    | Q    | B    | A    | I    | O    | F    | R0   | R0 |    | R2'JT | R2'JT |   |   | P | P |   | U |   |  | S | W | X | Y |  |  |  |  | L4 | L5 | L6 |
| L0                                     | L1                   | L2   | C    | Z    | D    | E    | G    | Q    | B    | A    | I    | O    | F    | HV   | HV | JT | JT    | K     |   |   | P | P |   |   |   |  | S | W | X | Y |  |  |  |  | L4 | L5 | L6 |
| L0                                     | L1                   | L2   | C    | Z    | D    | E    | G    | Q    | B    | A    | I    | O    | F    | H    | V  | J  | T     | K     |   |   | P | P |   |   |   |  | S | W | X | Y |  |  |  |  | L4 | L5 | L6 |